# Elvira Sastre

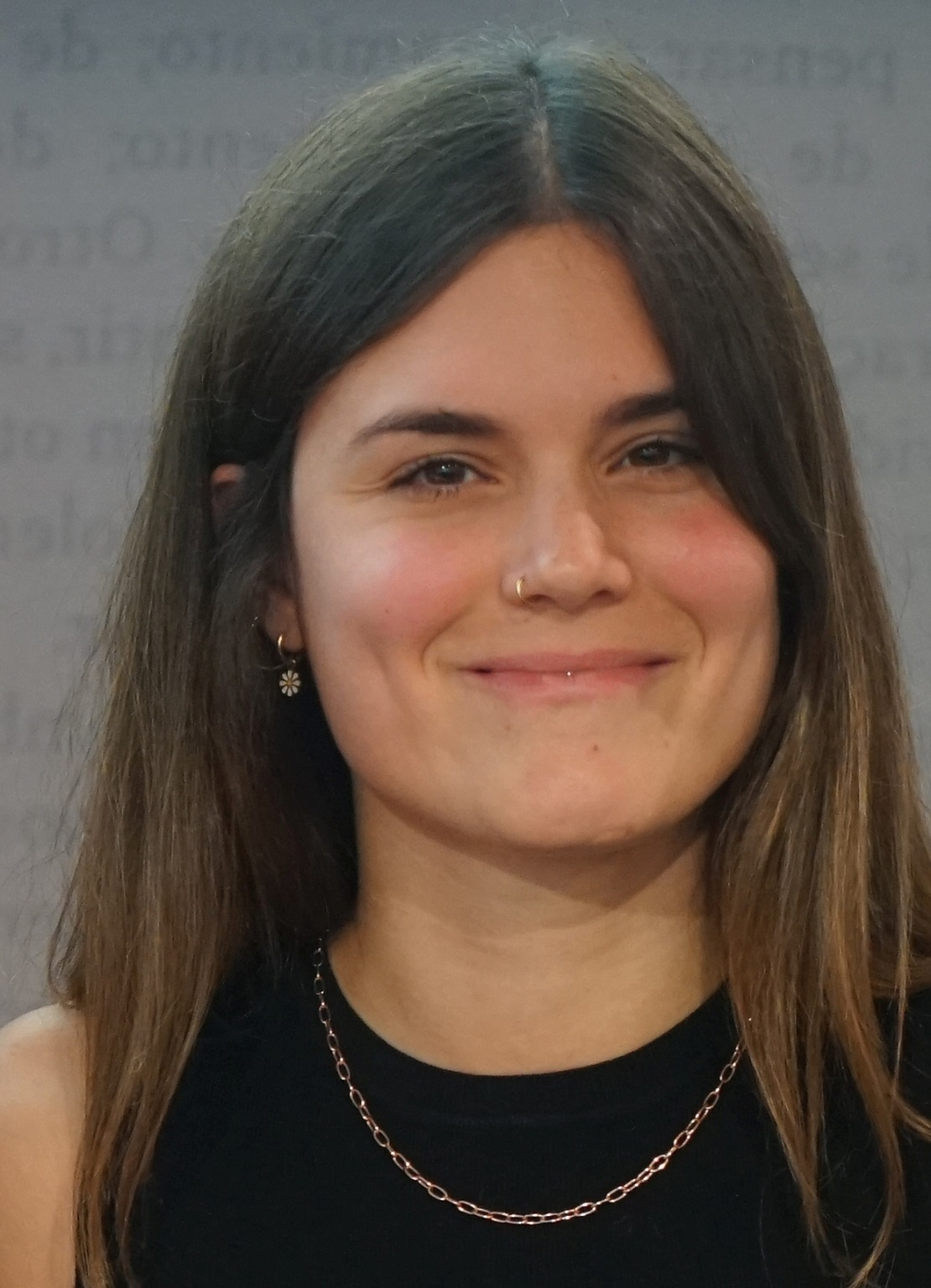
Elvira Sastre (2022)

Elvira Sastre Sanz (geboren 17. Juni 1992 in Segovia) ist eine spanische Schriftstellerin.

## Leben
Elvira Sastre studierte Anglistik an der Universität Complutense Madrid. Sie übersetzt aus dem Englischen, schreibt Lyrik und betreibt einen Blog. Sie wurde 2019 für ihren ersten Roman Días sin ti mit dem Premio Biblioteca Breve ausgezeichnet.

## Werke
- Elvira Sastre, Adriana Moragues: Tú la acuarela / Yo la lírica. 2013
- Cuarenta y tres maneras de soltarse el pelo. Granada : Lapsus Calami, 2014
- Baluarte. Granada : Valparaíso, 2014
- Ya Nadie Baila. Granada : Valparaíso, 2016
- La soledad de un cuerpo acostumbrado a la herida. Madrid : Visor Libros, 2016
- Aquella orilla nuestra. Barcelona : Alfaguara, 2018
- Días sin ti. Seix Barral, 2019
  - Die Tage ohne dich : Roman. Übersetzung Anja Rüdiger. Wien : Thiele & Brandstätter, 2022, ISBN 978-3-851-79457-1
- A los perros buenos no les pasan cosas malas. Kinderbuch. Barcelona : Baobab, 2019
- Adiós al frío. Gedichte. Madrid : Visor Libros, 2020